# Typhonodorum
Typhonodorum é um género botânico pertencente à família Araceae.

## Espécies
- Typhonodorum lindleyanum
- Typhonodorum madagascariense